# Diphasia tetraglochina
Diphasia tetraglochina är en nässeldjursart som beskrevs av Chantal Billard 1907. Diphasia tetraglochina ingår i släktet Diphasia och familjen Sertulariidae. Inga underarter finns listade i Catalogue of Life.